# Communauté de communes Carnelle Pays-de-France (vor 2017)
Die Communauté de communes Carnelle Pays-de-France (vor 2017) ist ein ehemaliger französischer Gemeindeverband mit der Rechtsform einer Communauté de communes im Département Val-d’Oise in der Region Île-de-France. Sie wurde am 18. Dezember 2003 gegründet und bestand zuletzt aus zehn Gemeinden. Der Verwaltungssitz befand sich im Ort Viarmes.

## Historische Entwicklung
Mit Wirkung vom 1. Januar 2017 fusionierte der Gemeindeverband mit der Communauté de communes du Pays de France und bildete so die Nachfolgeorganisation Communauté de communes Carnelle Pays-de-France. Trotz der Namensgleichheit handelt es sich um eine Neugründung mit anderer Rechtspersönlichkeit.
Gleichzeitig verließ die Gemeinde Noisy-sur-Oise den Verband und schloss sich der Communauté de communes du Haut Val-d’Oise an.

## Ehemalige Mitgliedsgemeinden
1. Asnières-sur-Oise
2. Baillet-en-France
3. Belloy-en-France
4. Maffliers
5. Montsoult
6. Noisy-sur-Oise
7. Saint-Martin-du-Tertre
8. Seugy
9. Viarmes
10. Villaines-sous-Bois